# Нойхофен-ан-дер-Кремс
Нойхофен-ан-дер-Кремс (нем. Neuhofen an der Krems) — ярмарочная коммуна (нем. Marktgemeinde) в Австрии, в федеральной земле Верхняя Австрия. 
Входит в состав округа Линц. Население составляет 5600 человек (на 31 декабря 2007 года). Занимает площадь 18 км². Официальный код — 41014.

## Политическая ситуация
Бургомистр коммуны — Гюнтер Энгертсбергер (СДПА).
Совет представителей коммуны (нем. Gemeinderat) состоит из 31 места.
- СДПА занимает 14 мест.
- АНП занимает 12 мест.
- Зелёные занимают 3 места.
- АПС занимает 2 места.